# Stolica Mińsk
Stolica Mińsk (ros. Столица, biał. Сталіца, Stalica, w latach 2006-2024 pod nazwą Stroitiel, ros. Строитель, biał. Будаўнік, Budaunik) – białoruska męska drużyna siatkarska z Mińska funkcjonująca w ramach klubu WK Mińsk. Siedmiokrotny mistrz Białorusi oraz ośmiokrotny zdobywca Pucharu Białorusi. Występuje w najwyższej klasie rozgrywkowej na Białorusi (Diwizion "A"). Głównym sponsorem klubu jest spółka OAO MAPID.
Drużyna powstała w 2006 roku po zmianie nazwy z MAPID Mińsk (zespół MAPID stał się drugą drużyną męską w ramach klubu WK Mińsk).
W sezonie 2011/2012 wystąpiła w rosyjskiej Superlidze, w której zajęła 7. miejsce w Dywizji "Zachód", co nie dało awansu do fazy play-off.

## Sukcesy
- Mistrzostwo Białorusi:
  -  1. miejsce (7x): 2010, 2011, 2012, 2013, 2014, 2015, 2016
  -  2. miejsce (8x): 2017, 2018, 2019, 2020, 2021, 2022[1], 2023, 2025
  -  3. miejsce (2x): 2009, 2024
- Puchar Białorusi:
  -  1. miejsce (8x): 2009, 2010, 2012, 2013, 2014, 2015, 2016, 2017
- Superpuchar Białorusi:
  -  1. miejsce (2x): 2017, 2021